# Oblastní soutěž 1956
V soubojích třetí nejvyšší fotbalové soutěže – Oblastní soutěže 1956 – se utkalo 72 mužstev v šesti skupinách po 12 účastnících každý s každým dvoukolovým systémem jaro–podzim. Tento ročník začal v březnu 1956 a skončil v listopadu téhož roku.

## Skupina A
| Poř. | Tým                             | Z  | V  | R | P  | VG | OG | B  |
| ---- | ------------------------------- | -- | -- | - | -- | -- | -- | -- |
| 1.   | DSO Spartak Ústí nad Labem      | 22 | 17 | 3 | 2  | 82 | 31 | 37 |
| 2.   | DSO Baník Děčín                 | 22 | 12 | 7 | 3  | 57 | 28 | 31 |
| 3.   | DSO Baník Most                  | 22 | 11 | 7 | 4  | 67 | 33 | 29 |
| 4.   | DSO Tatran PS Praha             | 22 | 9  | 5 | 8  | 50 | 34 | 23 |
| 5.   | DSO Dynamo Doksy                | 22 | 8  | 6 | 8  | 58 | 41 | 22 |
| 6.   | DSO Jiskra Jablonec nad Nisou   | 22 | 8  | 6 | 8  | 42 | 46 | 22 |
| 7.   | DSO Spartak Dukla Karlín        | 22 | 9  | 3 | 10 | 46 | 48 | 21 |
| 8.   | DSO Spartak Aritma Vokovice (N) | 22 | 9  | 3 | 10 | 41 | 47 | 21 |
| 9.   | DSO Baník Kopisty               | 22 | 7  | 5 | 10 | 39 | 47 | 19 |
| 10.  | DSO Slavoj Liberec „A“ (S)      | 22 | 7  | 4 | 11 | 45 | 65 | 18 |
| 11.  | DSO Slavoj PPM Praha            | 22 | 5  | 2 | 15 | 36 | 66 | 12 |
| 12.  | DSO Baník Duchcov (N)           | 22 | 2  | 4 | 16 | 33 | 67 | 8  |

Poznámky:
- Z = Odehrané zápasy; V = Vítězství; R = Remízy; P = Prohry; VG = Vstřelené góly; OG = Obdržené góly; B = Body; (N) = Nováček (postoupivší z nižší soutěže); (S) = Sestoupivší z vyšší soutěže

|  | Postup do II. čs. ligy 1957/58         |
|  | Sestup do příslušné I. A třídy 1957/58 |

## Skupina B
| Poř. | Tým                             | Z  | V  | R | P  | VG | OG | B  |
| ---- | ------------------------------- | -- | -- | - | -- | -- | -- | -- |
| 1.   | DSO Slavoj České Budějovice (S) | 22 | 13 | 7 | 2  | 57 | 23 | 33 |
| 2.   | VTJ Dukla Tábor                 | 22 | 13 | 3 | 6  | 84 | 47 | 29 |
| 3.   | DSO Dynamo České Budějovice     | 22 | 10 | 6 | 6  | 56 | 31 | 26 |
| 4.   | DSO Rudá hvězda Cheb (N)        | 22 | 11 | 4 | 7  | 44 | 40 | 26 |
| 5.   | VTJ Dukla Písek (S)             | 22 | 10 | 5 | 7  | 46 | 34 | 25 |
| 6.   | DSO Baník Sokolov               | 22 | 10 | 4 | 8  | 46 | 36 | 24 |
| 7.   | DSO Spartak Strakonice          | 22 | 9  | 5 | 8  | 44 | 42 | 23 |
| 8.   | DSO Spartak Hořovice            | 22 | 10 | 3 | 9  | 35 | 47 | 23 |
| 9.   | DSO Baník Líně (N)              | 22 | 9  | 2 | 11 | 39 | 61 | 20 |
| 10.  | DSO Dynamo RPZ Plzeň            | 22 | 7  | 1 | 14 | 48 | 65 | 15 |
| 11.  | DSO Spartak Písek (N)           | 22 | 5  | 0 | 17 | 24 | 59 | 10 |
| 12.  | DSO Spartak Žebrák (N)          | 22 | 4  | 2 | 16 | 17 | 56 | 10 |

Poznámky:
- Z = Odehrané zápasy; V = Vítězství; R = Remízy; P = Prohry; VG = Vstřelené góly; OG = Obdržené góly; B = Body; (N) = Nováček (postoupivší z nižší soutěže); (S) = Sestoupivší z vyšší soutěže

|  | Postup do II. čs. ligy 1957/58         |
|  | Sestup do příslušné I. A třídy 1957/58 |

## Skupina C
| Poř. | Tým                                  | Z  | V  | R | P  | VG  | OG | B  |
| ---- | ------------------------------------ | -- | -- | - | -- | --- | -- | -- |
| 1.   | DSO Slavoj Liberec „B“               | 22 | 19 | 0 | 3  | 101 | 27 | 38 |
| 2.   | DSO Jiskra Třebíč (S)                | 22 | 12 | 4 | 6  | 58  | 52 | 28 |
| 3.   | DSO Dynamo Kutná Hora                | 22 | 11 | 4 | 7  | 61  | 38 | 26 |
| 4.   | DSO Jiskra Úpice                     | 22 | 10 | 3 | 9  | 64  | 68 | 23 |
| 5.   | DSO Tatran Pardubice                 | 22 | 9  | 4 | 9  | 48  | 52 | 22 |
| 6.   | DSO Spartak Čakovice (N)             | 22 | 9  | 3 | 10 | 48  | 53 | 21 |
| 7.   | DSO Jiskra Holice (N)                | 22 | 9  | 3 | 10 | 51  | 52 | 21 |
| 8.   | DSO Spartak Tesla Pardubice          | 22 | 9  | 3 | 10 | 47  | 56 | 21 |
| 9.   | DSO Spartak Chlumec nad Cidlinou (N) | 22 | 9  | 2 | 11 | 44  | 54 | 20 |
| 10.  | DSO Spartak Třebíč                   | 22 | 8  | 0 | 14 | 47  | 69 | 16 |
| 11.  | DSO Jiskra Jihlava                   | 22 | 6  | 4 | 12 | 42  | 68 | 16 |
| 12.  | VTJ Dukla Havlíčkův Brod (N)         | 22 | 6  | 0 | 16 | 35  | 65 | 12 |

Poznámky:
- Z = Odehrané zápasy; V = Vítězství; R = Remízy; P = Prohry; VG = Vstřelené góly; OG = Obdržené góly; B = Body; (N) = Nováček (postoupivší z nižší soutěže); (S) = Sestoupivší z vyšší soutěže

|  | Postup do II. čs. ligy 1957/58         |
|  | Sestup do příslušné I. A třídy 1957/58 |

## Skupina D
| Poř. | Tým                       | Z  | V  | R | P  | VG | OG | B  |
| ---- | ------------------------- | -- | -- | - | -- | -- | -- | -- |
| 1.   | DSO Jiskra Gottwaldov     | 22 | 16 | 3 | 3  | 63 | 16 | 35 |
| 2.   | DSO Spartak Královo Pole  | 22 | 16 | 3 | 3  | 62 | 21 | 35 |
| 3.   | DSO Spartak ZJŠ Brno      | 22 | 11 | 2 | 9  | 47 | 37 | 24 |
| 4.   | DSO Slovan Prostějov „B“  | 22 | 10 | 4 | 8  | 44 | 41 | 24 |
| 5.   | DSO Jiskra Otrokovice (N) | 22 | 9  | 5 | 8  | 43 | 34 | 23 |
| 6.   | DSO Spartak Kroměříž      | 22 | 10 | 2 | 10 | 53 | 37 | 22 |
| 7.   | DSO Baník Opava           | 22 | 9  | 4 | 9  | 40 | 41 | 22 |
| 8.   | DSO Spartak Hodonín       | 22 | 10 | 1 | 11 | 33 | 41 | 21 |
| 9.   | DSO Spartak Olomouc (N)   | 22 | 7  | 3 | 12 | 37 | 40 | 17 |
| 10.  | DSO Baník Mír Karviná (N) | 22 | 5  | 4 | 13 | 28 | 52 | 14 |
| 11.  | DSO Baník Místek          | 22 | 5  | 4 | 13 | 30 | 68 | 14 |
| 12.  | DSO Slavoj Vyškov (N)     | 22 | 5  | 3 | 14 | 30 | 90 | 13 |

Poznámky:
- Z = Odehrané zápasy; V = Vítězství; R = Remízy; P = Prohry; VG = Vstřelené góly; OG = Obdržené góly; B = Body; (N) = Nováček (postoupivší z nižší soutěže); (S) = Sestoupivší z vyšší soutěže

|  | Postup do II. čs. ligy 1957/58                |
|  | Sestup do I. A třídy Brněnského kraje 1957/58 |
|  | Sestup do příslušné I. A třídy 1957/58        |

## Skupina E
| Poř. | Tým                               | Z  | V  | R | P  | VG | OG | B  |
| ---- | --------------------------------- | -- | -- | - | -- | -- | -- | -- |
| 1.   | DŠO Tatran Topoľčany              | 22 | 16 | 2 | 4  | 65 | 25 | 34 |
| 2.   | DŠO Spartak Trenčín               | 22 | 13 | 5 | 4  | 45 | 25 | 31 |
| 3.   | DŠO Iskra Merina Trenčín          | 22 | 13 | 2 | 7  | 52 | 33 | 28 |
| 4.   | DŠO Spartak Nové Zámky (N)        | 22 | 11 | 4 | 7  | 39 | 24 | 26 |
| 5.   | DŠO Spartak Komárno               | 22 | 11 | 1 | 10 | 45 | 37 | 23 |
| 6.   | DŠO Slovan ÚNV Bratislava „C“ (N) | 22 | 9  | 4 | 9  | 55 | 33 | 22 |
| 7.   | DŠO Slavoj Senec (N)              | 22 | 9  | 4 | 9  | 45 | 43 | 22 |
| 8.   | DŠO Baník Handlová                | 22 | 11 | 0 | 11 | 39 | 41 | 22 |
| 9.   | DŠO Baník Kremnica                | 22 | 10 | 0 | 12 | 42 | 68 | 20 |
| 10.  | DŠO Slovan Rimavská Sobota        | 22 | 6  | 5 | 11 | 42 | 54 | 17 |
| 11.  | DŠO Slovan Banská Bystrica (N)    | 22 | 7  | 3 | 12 | 40 | 55 | 17 |
| 12.  | DŠO Spartak Kablo Bratislava      | 22 | 1  | 0 | 21 | 18 | 89 | 2  |

Poznámky:
- Z = Odehrané zápasy; V = Vítězství; R = Remízy; P = Prohry; VG = Vstřelené góly; OG = Obdržené góly; B = Body; (N) = Nováček (postoupivší z nižší soutěže); (S) = Sestoupivší z vyšší soutěže

|  | Postup do II. čs. ligy 1957/58         |
|  | Sestup do příslušné I. A třídy 1957/58 |

## Skupina F
| Poř. | Tým                                  | Z  | V  | R | P  | VG | OG | B  |
| ---- | ------------------------------------ | -- | -- | - | -- | -- | -- | -- |
| 1.   | DŠO Spartak Košice „B“               | 22 | 14 | 3 | 5  | 43 | 24 | 31 |
| 2.   | DŠO Lokomotíva Vrútky                | 22 | 14 | 3 | 5  | 46 | 33 | 31 |
| 3.   | DŠO Iskra Púchov                     | 22 | 13 | 3 | 6  | 48 | 36 | 29 |
| 4.   | DŠO Iskra Ružomberok (S)             | 22 | 11 | 4 | 7  | 60 | 40 | 26 |
| 5.   | DŠO Lokomotíva Košice „A“            | 22 | 12 | 1 | 9  | 44 | 20 | 25 |
| 6.   | DŠO Lokomotíva Vranov nad Topľou (S) | 22 | 9  | 3 | 10 | 27 | 31 | 21 |
| 7.   | DŠO Tatran Krásno nad Kysucou        | 22 | 6  | 7 | 9  | 30 | 32 | 19 |
| 8.   | DŠO Spartak Bytča                    | 22 | 8  | 3 | 11 | 39 | 55 | 19 |
| 9.   | DŠO Slavoj Bardejov (N)              | 22 | 7  | 4 | 11 | 43 | 34 | 18 |
| 10.  | VTJ Dukla Žilina (N)                 | 22 | 6  | 4 | 12 | 34 | 55 | 16 |
| 11.  | DŠO Lokomotíva Košice „B“            | 22 | 6  | 4 | 12 | 26 | 52 | 16 |
| 12.  | DŠO Slovan Michalovce                | 22 | 4  | 5 | 13 | 32 | 60 | 13 |

Poznámky:
- Z = Odehrané zápasy; V = Vítězství; R = Remízy; P = Prohry; VG = Vstřelené góly; OG = Obdržené góly; B = Body; (N) = Nováček (postoupivší z nižší soutěže); (S) = Sestoupivší z vyšší soutěže

|  | Postup do II. čs. ligy 1957/58         |
|  | Sestup do příslušné I. A třídy 1957/58 |